# Fred Vargas: Crime Collection
Fred Vargas: Crime Collection è una serie televisiva francese basata sul personaggio di Jean-Baptiste Adamsberg, creato dalla scrittrice Fred Vargas e prende spunto dalla serie di romanzi che lo vede protagonista. 
La serie è stata sceneggiata da Emmanuel Carrère e diretta da Josée Dayan. Trasmessa per la prima volta su France 2 fra il 2008 e il 2010, mentre in Italia è andata in onda nel 2016 su LaEffe e in chiaro su Giallo.

## Trama
La serie racconta le vicende di Jean Baptiste Adamsberg, commissario dell'Anticrimine di Parigi, dai metodi non convenzionali, che insieme alla sua squadra, si addentra in una rete di omicidi che lo costringeranno a fare i conti con il proprio trascorso. Tra cerchi azzurri disegnati con il gesso nelle strade, misteriosi ritrovamenti nei cimiteri ed antiche superstizioni che riaffiorano sui lupi, il commissario Adamsberg finirà per trovarsi faccia a faccia con i fantasmi del passato, ma non solo.